# Catedral de Mòdena
La Catedral de Mòdena és una església catòlica romana, romànica de Mòdena, Itàlia. És la catedral o duomo en italià, de l'arxidiòcesi catòlica de Mòdena-Nonantola. Consagrada el 1184, és un important edifici romànic a Europa i està inscrita a la llista del Patrimoni de la Humanitat des del 1997.

## LaPorta della Pescheria

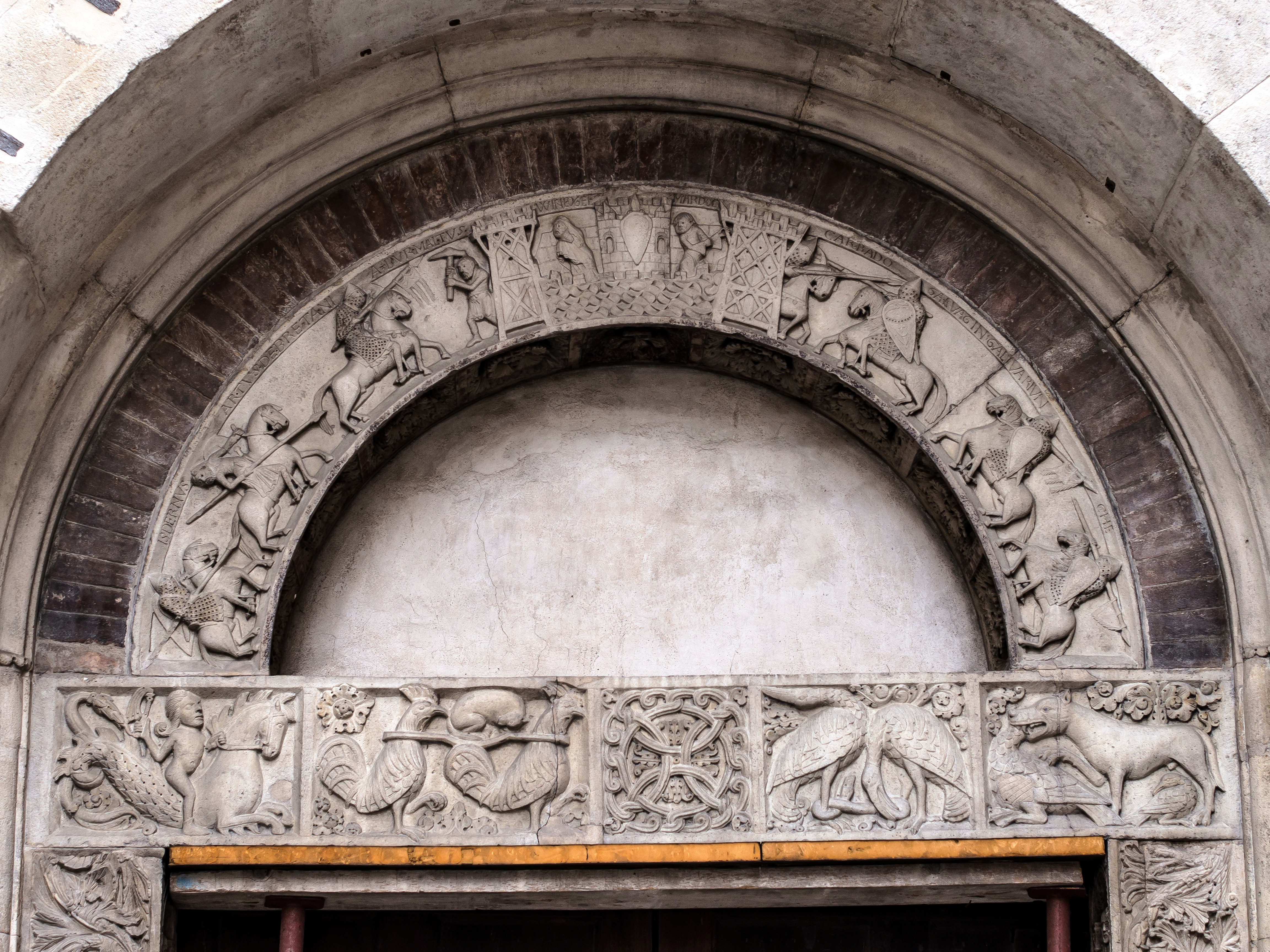
Porta della Pescheria

La porta nord de la catedral, coneguda com a Porta della Pescheria (porta del mercat de peix) o senzillament l'arquivolta de Mòdena, és famosa pels relleus que dibuixen una escena artúrica que seria, segons sembla, cronològicament anterior a qualsevol dels textos artúrics conservats. L'escena representa uns cavallers atacant una torre on hi ha dos personatges anomenats, en les lletres que apareixen en el relleu, "Mardoc" i "Winlogee" (identificada amb Ginebra). Entre els personatges atacants, hi ha "Artus" (Artur), "Isdernus" (Yder), "Galvagin" (Galvany) i "Che" (Keu). S'ha interpretat com una representació del tema del rapte de Ginebra.